# Ossidoreduttasi
In biochimica una ossidoreduttasi (numero EC 1) è un enzima che catalizza il trasferimento di elettroni da una molecola (detta riducente, o donatrice di idrogeno o donatrice di elettroni) a un'altra (detta ossidante, o accettore di idrogeno o di elettroni). Una tipica reazione catalizzata da una ossidoreduttasi è la seguente.
{\displaystyle {\ce {A- + B -> A + B-}}}
In questo esempio, A è il riducente (donatrice di elettroni) e B l'ossidante (accettore di elettroni).
Nelle reazioni biochimiche, le reazioni redox sono spesso difficili da individuare. Come esempio, si osservi la seguente reazione contenuta nella glicolisi.
Pi + gliceraldeide-3-fosfato (G3P) + NAD+ → NADH + H+ + 1,3-bisfosfoglicerato (BPG)
In questa reazione, NAD+ è l'ossidante (accettore di idruro) e G3P la specie ossidata, che viene convertita a 1,3-bisfosfoglicerato (BPG).

## Nomenclatura
La struttura corretta del nome di ogni ossidoreduttasi dovrebbe essere il seguente: "[Nome donatore]:[Nome accettore] ossidoreduttasi". In ogni caso, i nomi degli enzimi più comuni in questa classe spesso non seguono tale regola. Si usa spesso "[Nome donatore] deidrogenasi", come avviene per la G3P deidrogenasi, che catalizza la seconda reazione sopra riportata. È comune anche "[Nome accettore] reduttasi", come avviene per la NAD+ reduttasi. La terminologia "[Nome donatore] ossidasi" è utilizzata per quegli enzimi che catalizzano reazioni in cui l'O2 è l'accettore.

## Classificazione
Le ossidoreduttasi sono classificate come EC 1 nella classificazione degli enzimi mediante numero EC. Esistono 22 ulteriori sottoclassi:
- EC 1.1: include ossidoreduttasi che agiscono su donatori di tipo CH-OH (alcoli);
- EC 1.2: include ossidoreduttasi che agiscono su donatori come aldeidi o chetoni;
- EC 1.3: include ossidoreduttasi che agiscono su donatori di tipo CH-CH;
- EC 1.4: include ossidoreduttasi che agiscono su donatori di tipo CH-NH2;
- EC 1.5: include ossidoreduttasi che agiscono su donatori di tipo CH-NH;
- EC 1.6: include ossidoreduttasi che agiscono su donatori come NADH o NADPH;
- EC 1.7: include ossidoreduttasi che agiscono su altri donatori di tipo azotato;
- EC 1.8: include ossidoreduttasi che agiscono su donatori contenenti zolfo;
- EC 1.9: include ossidoreduttasi che agiscono su donatori contenenti gruppi eme;
- EC 1.10: include ossidoreduttasi che agiscono su donatori contenenti difenoli e molecole correlate;
- EC 1.11: include ossidoreduttasi che agiscono su molecole contenenti gruppi perossido come accettore (perossidasi);
- EC 1.12: include ossidoreduttasi che agiscono su donatori idrogeno;
- EC 1.13: include ossidoreduttasi che agiscono su donatori singoli, che coinvolgono ossigeno molecolare (ossigenasi);
- EC 1.14: include ossidoreduttasi che agiscono su donatori doppi singoli, che coinvolgono ossigeno molecolare;
- EC 1.15: include ossidoreduttasi che agiscono su molecole contenenti gruppi superossido come accettore;
- EC 1.16: include ossidoreduttasi che ossidano ioni metallici;
- EC 1.17: include ossidoreduttasi che agiscono su donatori di tipo CH o CH2;
- EC 1.18: include ossidoreduttasi che agiscono su donatori proteici contenenti ferro e zolfo;
- EC 1.19: include ossidoreduttasi che agiscono sulla flavodossina ridotta come donatore;
- EC 1.20: include ossidoreduttasi che agiscono su donatori contenenti fosforo o arsenico;
- EC 1.21: include ossidoreduttasi che, agendo su molecole del tipo X-H e Y-H, formano un legame X-Y;
- EC 1.97: include altre ossidoreduttasi.